# ロシア・カザン戦争
ロシア・カザン戦争は1437年から1552年にかけてモスクワ大公国（後にロシア・ツァーリ国）とカザン・ハン国との間で起きた一連の戦争である。
今日に至るまでカザン・ハン国自身の一次資料はほとんど残っておらず、汗国の歴史は基本的には、大部分はロシアの歴史家が、外国の資料に依拠して研究している。 ロシア人が、ロシアとの関係を持つカザン・ハン国、これをより正しく言うならばロシア・カザン相関関係および戦争に関心がある以上、ロシア・カザン戦争はカザンの歴史でもっとも研究されている分野である。

## カザン・ハン国
歴史上、いつカザン・ハン国が形成されたのかに関して一貫した見解はない。一部の専門家はハン国の形成を1438年であると見做し、別の専門家は1445年であると見做している。カザン・ハン国形成の年は全く存在せず、ただヴォルガ・ブルガールから勃興した既存の国家の王朝の交替があっただけであるという見解がある。歴史家は、カザン・ハン国が、ブルガールとハンの層を受け入れたという歴史上の事実には賛同しているが、その相関関係の問題は一致していない。
カザン・ハン国はみずからを巨大なイスラム国家であると認識していたが、その支配領域、直接定住していたカザン（ヴォルガ）・タタール人は大きくはなく、領域の基本的な部分は他の民族の人口が多く、時折、中央への服従はかなり弱かった。ハン国の住民の基本的な職業は農耕と内飼育の畜産業であった。獣皮の獲得が重要な役割を果たしていたが、ロシア人が、上記のハン国の重要な収入源を奪いながらヴャトカ、ペルミ及び北ウラルにしっかり根をおろしたことが記述されている時期であった。獣皮以外にもロシア人は積極的にヴォルガ川の漁業を占領した。平和な時期には大規模なロシアの漁業の一団が現在のサラトフ州ならびに下流の領域にまで到達した。ヴォルガ川は大概、大きな商業の道であり、カザン・ハン国では商人が重要な役割をしていた。毎年、カザンにおけるヴォルガの島では、他国からの商人を惹きつける大規模な定期市が開かれた。しかしロシア・カザン戦争はしばしば定期市でのロシア人商人 (並びにハン国の領域にいる他のロシア人滞在者) への制裁を招き、カザンでクリム系王朝の確立後、ヴァシーリー3世は、後に有名なニジェゴロド定期市として発展することとなるニージーゴロドの地に定期市を移し替えた。このこともハン国の経済的な商業上の打撃をもたらした。発達と何らかの手工業の光景が見られた。
奴隷貿易は明らかな役割を果たした。捕えられた奴隷はロシアの地で襲撃されて確保された。しばしば奴隷はハン国に留めて置かれて、しばしばアジアの国へ売られた。ロシア人奴隷の解放並びに奴隷貿易の中止はハン国との全条約における基本的な要求の一つであった。
ハン国の長はハンである。ハンはムスリムかつチンギス家の者でなければならなかった。正教徒に改宗したハン一族の代表者はハン位の権利を剥奪された。最後の年に存在するハン国の長は唯一のチンギス家の者ではなく、これは引き起こされた臨時の事態を除去していた。王座についているハンの大部分はカザン国境で育成され外見上は力で支えられていた。カザンには最大のグループは自らの手で大規模な武装力と権力を有し、自分の国家の発展についての異なる意味を有する最大の封建君主のグループが存在した。ハンの権力はモスクワ、ノガイ、クリム、その他のグループに投げかえられていた。結果、ハン国が存在した時期には、異なる6つの王朝の15人のハンが交替した。加えて彼等の内の何人かは数回に渡って王座についた。この全ての点において、カザン・ハン国では不安定な国家の形成が行われ、隣国とのあいだで多くの問題が生じた。

## ロシア・カザン戦争における政治的な見解
ロシア・カザン戦争のもっとも重要な原因は、カザン・ハン国の黎明期以来、ロシアとの関係においては、ロシア人を奴隷として捕獲すること(特に16世紀半ばのカザンでは約10万人のロシア人捕虜がいた)をも含む定期的に荒廃をもたらす襲撃を行うという侵略政策を行ってきたという事実にある。すなわち、これらの襲撃の阻止を目標としつつ、ロシアはカザンへの遠征をたびたび行った.。
ハン国の成立そのものはヴァシーリー2世盲目公を捕虜とした大規模な戦争と結びついている。ヴァシーリー2世解放の正確な条件は重要ではない、けれどもそれはもちろん、かなり重要であった。この種の物の手立ての変更は明らかに次の戦闘的衝突の原因の一つとなった。加えて、北東ヨーロッパの毛皮資源を巡る争いならびに ヴォルガ交易路の掌握を巡る争いが戦争の原因であった。タタールの略奪的な襲撃に関連した奴隷売買ならびに阻止の戦いがいうまでもなくロシアのカザンに対する遠征のもっとも重要な原因となった。 
本来、ロシア人の目的はハンに自らの意志と自らの和平に有利な条約を押し付けることにあった。後に、この種の条約が当てにならないことを確信したことから、ロシア人は1487年にハン国を自国の 保護国に置くことによって服従させた。20数年間に渡ってハンはモスクワと従属関係にあり、自身のあらゆる最重要活動をモスクワと調整させた、この状況下ではロシア人がハン国内部の活動に介入するには不十分であった。けれども保護国は支配下に置くための確実な手段としては不十分だった。カザンの権力は数回、反ロシア派集団の手にあり、ハン国の領域にいたロシア人を根絶並びにロシアの地への突然の襲撃が行われた。
1521年、カザンの権力はロシアと敵対するクリミア・ハン国の手にあった。これに対するロシアの返答としては、カザン・ハン国並びにロシアにとって重要なヴォルガの定期市をニジニ・ノヴゴロドへ移転させた。同年、ロシア政府は初めてマリ人の地である ヴァシリスルスクに要塞を築き、それはロシア内部に様々な反応を呼び起こした。 この行為の支持者も反対者同様、要塞の建設が絶え間のないロシア・カザン戦争の原因になりうることを恐れていた。けれども次の戦争はヴァシリスルスクの存在は殆ど関係していなかった。
イヴァン4世雷帝による最終的な遠征に至るまでロシアは、ハンをロシア国家に従属させることによってカザン・ハン国を統制下に置くという自らの路線、方針を継続しようと試みた。けれども毎回これは非効率的であることが判明し、しばらくするとロシアに敵対する王朝はクリミア・ハン国との同盟を復活させた。結果、親モスクワ派のグループとの合意によりハン国を廃止する計画が立案された。この計画に沿ってカザンに大公の管轄下に置かれるロシアの代官が就任した。この状況下で以前のハン国は国内の事情においてはかなりの程度の自治権を確保した。けれどもこの綱領はかなりの点においてカザンの社会層から認められてはおらず、ロシアのカザンに対する最終的な遠征ならびにカザン問題に対する武力を伴う解決を引き起こすこととなった。

## 組織的かつ戦略的な見解

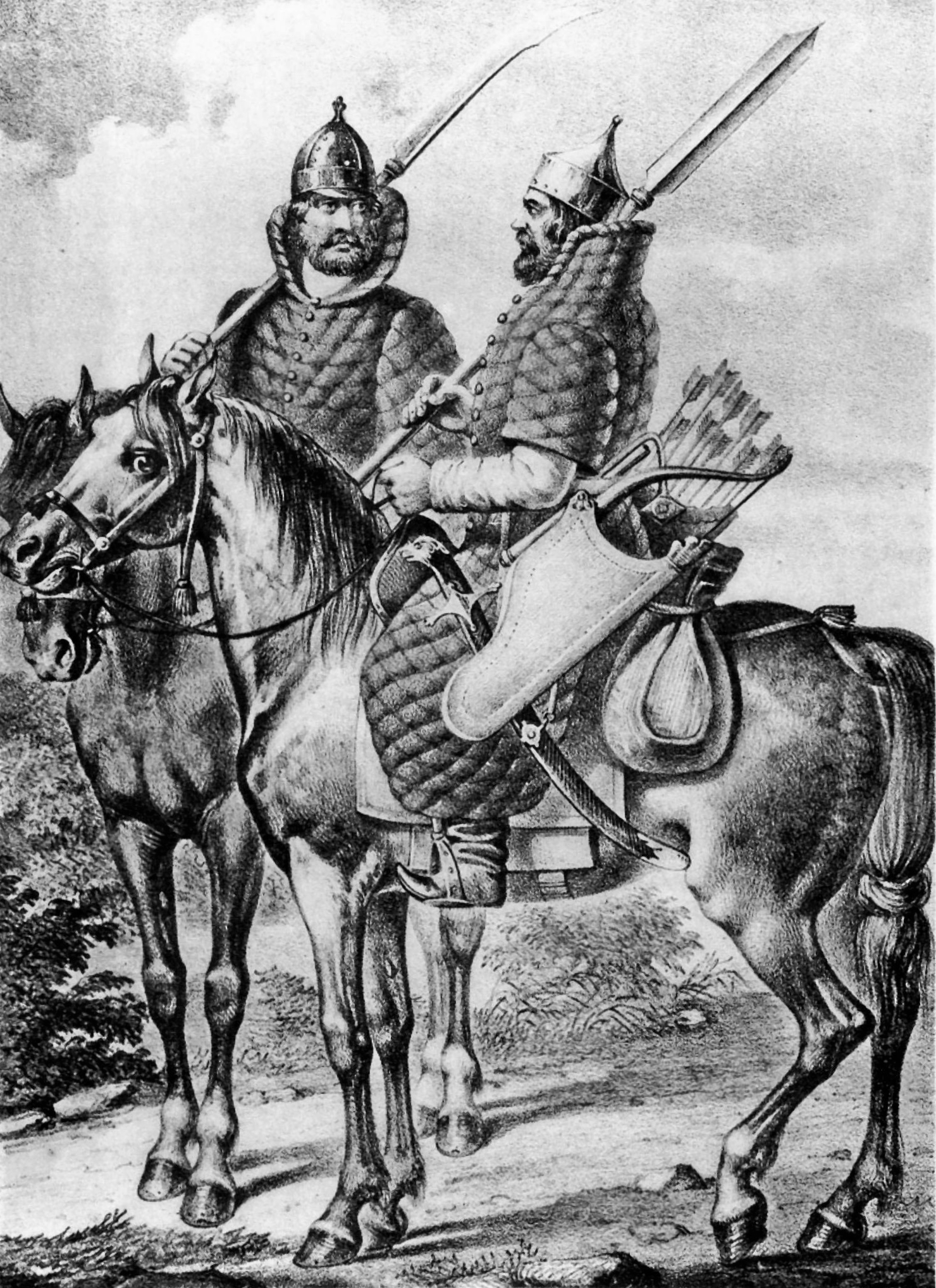

ジョチ・ウルス分裂の結果、形成されたあらゆる国家の中でカザン・ハン国がモスクワ大公国にもっとも近いところに位置していたことは、組織的な襲撃並びに大規模な遠征を容易にした。けれども同国は人口、領域並びに資源の点でモスクワ国会に明らかに劣っていた。ルーシの主要な領域はカザンの軍団には値打ちがなかった。カザン軍はムーロム、ニジニ・ノヴゴロド、ガーリチ並びにその他国境付近の都市への度重なる襲撃を行ったが、 モスクワまで到達したのは2回のみであった。ルーシにとって封建的な戦争で困難な時期である1439]とクリミア・タタール人による大規模なルーシへの襲撃の中の一つである1521年におけるクリミア軍との協力時である。これに対しロシア軍も、カザン・ハン国のあらゆる発展に対して、目に見える形での楔を打ち込む、毎回の大規模な遠征によってカザンまでほとんど到達した。
同時期、モスクワは自国の戦力の一部のみカザンに向けることが可能だったことにより、多くのロシア・カザン戦争はロシアと他の国家との大規模な軍事的な衝突を伴ったことに気付くのは必然的である。
ロシアの軍事活動の報復的な性質、荒廃をもたらすタタールの襲撃からの防御を目的として行われた遠征、ないしはタタールが引き起こした形で行われた遠征、モスクワにおける自らの関心を達成する可能性の見出しというのがロシア・カザン戦争の性格の特徴であった。遠征の大部分における主な進撃路としてルーシからカザンに流れている河川が、航路として役に立った。ヴォルガ川、カマ川並びにヴャトカがいくつかの方面から同時にカザン・ハン国へ侵入することを可能にし、この状況下では重要な武器と備蓄の輸送に好都合であった。 騎兵隊は普通、川沿いに進むかムーロムからカザンに至る最短距離の草原を行った。だが、この種の攻撃方法は数百並びに数千キロメートルの空間にいては軍隊の行動の調整を必要とした。調整の欠如はロシア軍部隊に深刻な損害ないし壊滅をもたらすことを可能とし、それは何度も生じた。モスクワの軍司令官は軍事活動上のこの種の観点の重要性をよく理解しており、あらゆる手を尽くして部隊の行動の調整に努めた。仮に最初のカザン遠征の際、軍が異なる時代の決戦場に至る進路の異なる時代のことを常に観察すると、後にこれはたがいに数百キロメートルの地点で行動を開始した部隊が«в един час, яко же из единого двора»で合流するに至るまでの更なる互選された行動を成功させることになる。
戦争時には自身で指揮官を選出でき、直接の命令を無視して自らが必要だと見做した通りに活動をする点で、カザンへの最初の遠征はウシュクーイニックをする自由民を髣髴させる。後にロシア軍の行動は徐々に組織的かつ規律化していった。軍隊は最高統帥部によって立案された計画に沿って活動を行うようになる。軍の行動はプリカース（中央官庁）と歩調を合わせる。ロシア軍は 新たな戦術を使用する。遠征時には砲兵並びに火器を徐々に活用するようになっていった。ロシア・カザン戦争の終焉間際にはストレリツィ（銃兵隊）が参加している。
カザン軍は機会があるたびに、自分たちの方からロシアの国境地帯に急襲を行い、去っていった。けれどもカザン軍がよく防御された都市を奪取することに成功したことはほとんどない。そのためロシア政府はカザン軍に一撃を加えるためにもっとも危険なところに新たな要塞を建てる。ロシア軍の攻撃下でカザン軍はいつも積極的な防衛を行った。都市への遠路にロシア軍が見受けられると、部分的にロシア軍を打ち負かせる可能性のもとで彼等を渡らせまいことに努める。ロシア軍の遠征が都市へ近付いた状許可では定期的に打って出て、 特別な騎兵部隊をロシア軍にとっては到達困難な場所である都市の郊外に配置して包囲化の中で後方から一撃を与えるために彼等を活用する。
カザンは実際に難攻不落の要塞であり、幾多の包囲にも係わらず2回だけ占領に成功した。カザン軍自らが門を開いた1487年ならびに、この時代では最も効果のある強襲技術の使用による1552年であった。
それでも残りの時代においてはカザンの要塞はロシア軍にとっては大問題であった。長期間にわたる計画的な強襲並びに重兵器抜きにはカザン要塞を攻略することは不可能であった。だが重兵器の運送、さらにはそれをカザン付近に設置するのは困難であった。カザン軍の行動ないし例年の要因によるそれらの損害の結果、遠征は失敗し、新たな兵器と弾薬もまた必要期間中に届くことは叶わなかった。
16世紀半ば、ロシア政府によってカザンを完全に服従させる方針が採られた際に過去の遠征の全ての過ちが考慮に入れられた。カザンから26 ベルスタの地点でロシア軍の根拠地の建設を伴う形でカザン・ハン国征服の最終段階が始まった。ロシアの軍事技師イヴァン・グリゴリエヴィチ・ヴィロドコフの指導のもとでカザンから100キロメートルの地点で冬に将来の都市の主要部分に然るべくなる丸太小屋が作られた。それらを取り壊して春にヴォルガ川に沿ってその合流点であるスヴィヤガ川まで渡河し、そこで短期間の内に城壁を組み立てた。タタールは建設期間中に反応する間がなく、後になっては既に遅かった。スヴィヤジシュクの出現はカザン・ハン国からかなりの領域の喪失を引き起こした。その上、長期間に渡ってコサック部隊によってカザン・ハン国の河川路への封鎖が行われた。
最後の遠征の際に重兵器並びに弾薬がヴォルガ沿いにスヴィヤジシュクまで浮送され、そこでは遠征軍が主力軍を待っていた。ムーロフから出撃した主力軍は、南方軍が北方軍を援護するためにロシアの国境までは2つの縦列で進んだ。ロシアの国境から両軍は共同でスヴィヤンジシュクまで到達し、そこで彼等は重兵器と弾薬を待った。ヴォルガを渡河して軍隊はカザン包囲に取りかかり、それは断固かつ計画的に行われる。堡籃、防御柵、攻城塔といった大分以前から知られている古い包囲方法も大砲並びに対壕と言った新しい包囲方法も使用されている。包囲期間中、軍勢は一部の兵器を失うが、スヴィヤジシュクの基地のおかげで喪失した分を補うことが出来た。カザンの守備隊の勇敢さと英雄的行為にも係わらず、ハン国を救うことはできなかった。1552年10月2日に城壁の壁が爆破されて夕刻に都はロシアの手に落ちた。
カザン占領はロシア人民の技術的かつ組織的な勝利となった。

## 遠征の経緯

### カザン・ハン国の成立
1437年にジョチ・ウルスのハンであるウルグ・ムハンマドは国を追われて軍隊とともにオカ川上流のベリョーフの都市に現れた。新たなハンと良好な関係を有することを望んでいたモスクワ大公ヴァシーリー2世盲目公は自身の叔父の息子であるドミトリー・シェミャーカとドミトリー・クラスヌィー (彼等の父は同じ名前を与えていた)を長とする軍勢をウルグ・ムハンマドのもとに派遣した。初日、ドミトリー兄弟はタタールに打撃を与え、これでタタールがロシアとの和平を試みた。自らの勝利に自信を持った公は拒絶したが、翌日の背信によってウルグ・ムハンマドはロシア軍を撃破した。
1439年にハンは不意にモスクワを襲撃した、要塞は奪取しなかったものの、ロシアの地を酷く荒廃させた。1444年末にはルーシへ新たな襲撃を敢行した。ヴァシーリー2世は大軍を集めたが、自軍の先頭部隊の壊滅の後にウルグ・ムハンマドは戦闘を開始することを決めることなく退却し、軍司令官であるフョードル・ドルゴリャドフとユーシュカ・ドラニッツァが《避難した》 ニジニ・ノヴゴロドの要塞の包囲に着手した。春末にヴァシーリー2世はタタールに対する新たな攻撃の準備に着手したが、6月29日に大公のもとにニジニ・ノヴゴロドの軍司令官が《自分達が夜中に都市を抜け出て、ハンをたきつけることとなった、何故ならばパンの貯蓄が無く、全ての者を食い尽くしたことでこれ以上長く飢餓には耐えられなかったからである》の知らせを携えてやって来た。都市の陥落を知ったヴァシーリー2世は準備を終えることなく遠征に出ることを余儀なくされ、それは部分的にはこぎつけることが出来なかった。
1445年6月7日、スーズダリ郊外のスパソ・エフフィミエフ修道院の壁にて会戦が生じた。最初にロシア軍が成功を収めて敵軍の追撃を開始したが、結局のところは完敗した。ヴァシーリー2世自身が捕虜となった。多くの戦利品を携えてタタールは引き上げてクルミシュ にてヴァシーリー2世は釈放された。釈放の条件は現在、知られていない。年代記作者は完全に異なる身代金の額を書いている。条件が過酷なことだったことのみ知られてはいるが、ヴァシーリー2世がそれをどの程度遂行したかは知られてはいない。ヴァシーリー2世は大規模なタタール部隊に伴われて帰還した。
ウルグ・ムハンマドは程なくして、恐らくは自分の息子によって非業の死を遂げた。ウルグ・ムハンマドの息子であるマフムードが新たなハンとなった。別の息子であるカシムはルーシに逃走することを余儀なくされ、そこでヴァシーリー2世からカシモフ・ハン国を構成しているオカ川の領地を受け取った。カザンは目立った成功を収めることもなく数年間に渡ってルーシを襲撃した。
カザン・ハン国が何時形成されたかという問題は歴史家の間では一致していない。ある人は ウルグ・ムハンマドがベリョーフの戦いの後にカザンに去った1438年に勃興したと見做し、別の人はウルグ・ムハンマドはその後ずっと恒常的な基盤を有してはおらず、ハン国は1445年のみカザンに定着することが可能だったのであって、スズダリの戦いの後に撤退したと見做している。 それ以外にも、王朝の交替のみ生じたのであって、いかなる重大な変化はカザンでは生じていないとの意見がある。

### 1467年-1469年の戦争
1461年にウラジーミルにてタタールに対する軍が召集されたが、和平を結ぶことに成功した。程なくして、ヴァシーリー2世の没後の1462年にカマ川にて武力衝突が始まった。 けれども大規模な戦争は1467年のみ生じた。
カザンでハンが死去すると権力閥の一つはハン位の権利を有するカシム皇子をハン位に呼び寄せた。イヴァン3世大帝はこれを利用して1467年9月14日にカシムを支持するためにカザンに軍司令官イヴァン・ヴァシリエヴィチ・ストリガ・オボレンスキー並びに ホルムスク公ダニール・ドミトリエヴィチ指揮下の軍勢を派遣した。けれども大部分のタタール人は新たなハンであるイブラヒムを支持していることが判明して軍勢はスヴィヤ河口にてカザン軍と遭遇し、それがロシア軍を渡河させることはなかった。タタールの裁判官を拘束する試みは失敗に終わって軍勢は大変厳しい条件でカザンから撤退することを余儀なくされた。ロシアの最初の大規模なカザン遠征は不成功に終わった。

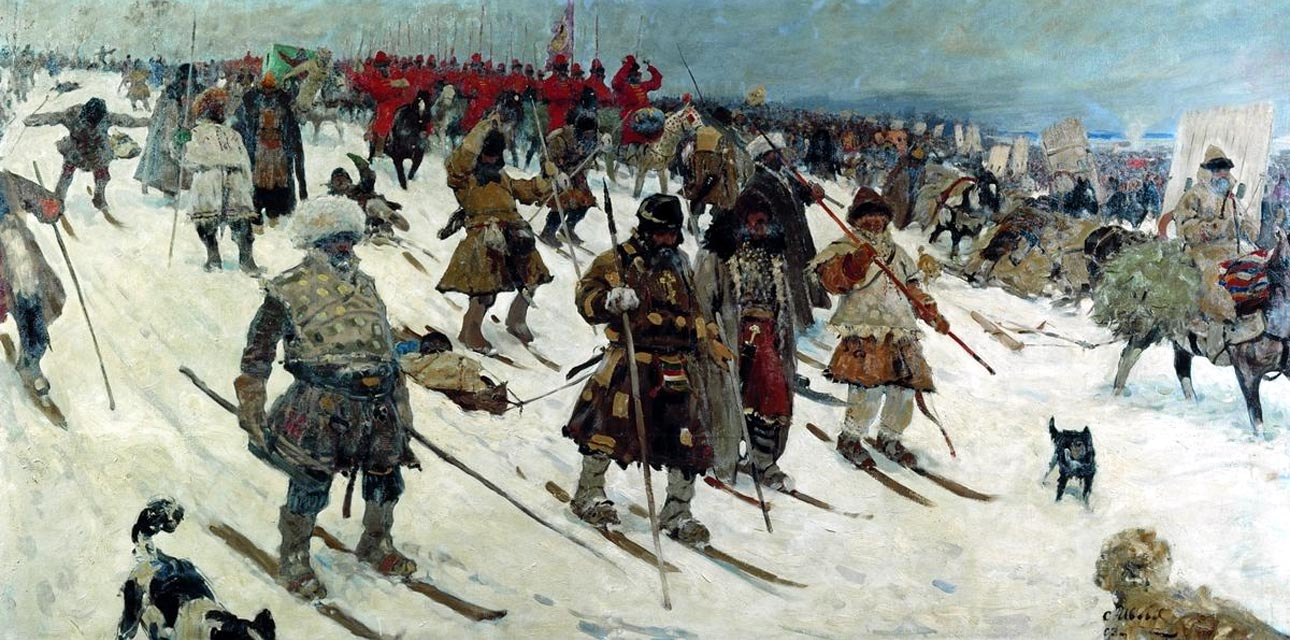
16世紀のモスクワ・ロシアの遠征軍、セルゲイ・ヴァシリエヴィチ・イヴァノフ画、1903年。

返礼としてカザン軍はガーリチを襲撃して付近を荒らしたが、都市を攻略することは出来ず、退却することを余儀なくされた。12月6日にヤロスラフ公セミョーン・ロマノヴィチ率いるスキー部隊からなる遠征軍がガーリチを出撃した。2日間の旅程でカザンに達することのなかった遠征軍は森を通り抜けて惨い略奪を行いつつ「チェレミス人の地」へ不意に襲撃をかけた。双方の間で襲撃が行われた。
1468年の夏にリャポロフスク公フョードル・セミョノヴィチの「前哨部隊」はカザンから40ベルスターのズヴェニチェヴァの針葉樹林にてタタールの選り抜きの軍勢を撃滅した。別のロシア軍部隊はヴャトカ川に沿ってカマ川を下って敵の後方で活動を開始した。これらのことによって不安に駆られたタタール はヴャトカへの遠征を敢行して同地を戦争状態から抜け出させた。都市ではタタールの代表者が残っており、和平の条件そのものはかなり温和であったが、その肝心なところはモスクワ軍が支持するところはなかった。結局、軍司令官イヴァン・ドミトリエヴィチ・ルノ 指揮下の300の少数のロシア軍部隊が孤立していたことが明らかになった。それにも係わらず、イヴァン・ドミトリエヴィチはカザン軍の後方で活動を続けた。彼に対してタタール軍部隊が派遣された。敵軍との遭遇下では平底船を打ち捨てて岸辺にて徒歩戦で戦った。ロシア軍は勝利した。後にロシア軍部隊は回り道をして帰還した。
1469年にロシアは新たなカザン攻撃の準備を開始した。軍司令官コンスタンティン・アレクサンドルヴィチ・ベズズーブチェフ指揮下の主力軍はニジニ・ノヴゴロドからは船で下らなければならず、別の部隊はヴャトカ並びにカマ川に沿って1000キロメートル進んで主力軍と同時にカザンに到着しなければならなかった。計画を実現するためには1000ベルスターの地域において部隊の行動を調整することが求められたこれは成功しなかった。
ニジニ・ノヴゴロド部隊の出陣が遅れ、そのためイヴァン3世はコンスタンティン・アレクサンドルヴィチに義勇兵から成る部隊をカザンに派遣するよう命じた。義勇兵部隊はハン国の領域を略奪しなければならなかったが、カザンに近付くことはなかった。けれども義勇兵部隊は戦争期間中、殆ど全てニジニ・ノヴゴロドにいたことが明らかになった。彼等は部隊を結成し、イヴァン・ルノを軍司令官に選出して遠征に出た。命令があるにも係わらず、彼等は3日間の道のりで直接カザンへ向かい、5月21日の未明にモスクワ軍の船は都市まで辿り着いた。攻撃は思いがけないものであった。ロシア軍は大勢のロシア人 捕虜を解放し、戦利品を獲て城外の商工区を焼くことが出来た、その後に主力部隊を待っているヴォルガ部隊のもとへ退却した。数日後にタタールはこの部隊の壊滅を試みたものの撃退された。イヴァン・ベズズーチェフ軍司令官は部隊と共にイヴァン・ルノの救援へ急行したが、合同軍の兵力は不十分であった。両軍はカマ川からの北方部隊並びにその他の兵力の接近を待っていたが、直に糧食が尽き、別の部隊からは何の知らせを得ることがなく撤退を開始した。撤退している時にロシア軍は和平が締結されたという偽情報を受け取った。7月23日の日曜日に聖体礼儀をするためにロシア軍はズベニェチェフ島に停泊したが、この時、川と岸からタタール軍によって攻撃されたロシア軍は戦いつつニジニ・ノヴゴロドへ去るはめになった。

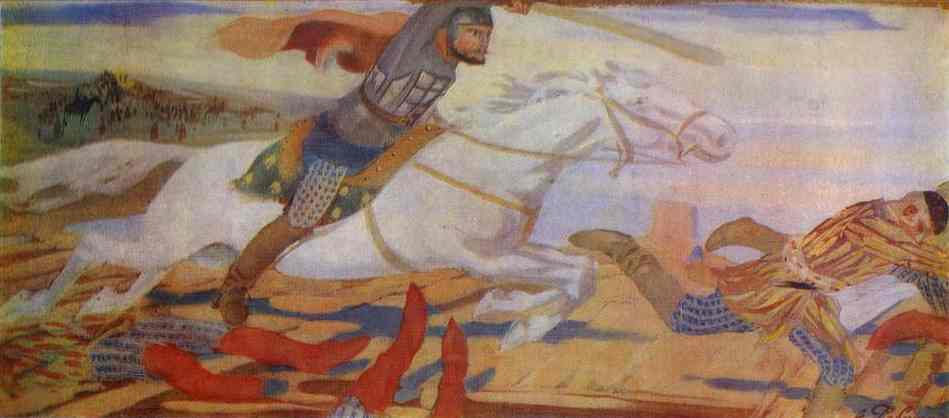
アンドレイ・ペトロヴィチ・リャブーシキン画の『1469年のヴォルガにおけるタタールとの戦いでのウフトムスク公』、1904年 。

ダニール・ヴァイシリエヴィチ・ヤロスラヴ指揮下の北方部隊は進路が遅れており、この時は未だカマ川にいた。北方軍は期待していたヴャトカの住民の指示を得られず、それどころかヴャトカにてタタールの代表者はロシア軍部隊の構成並びに行動に関する情報を全てカザンに報せた。道中、ロシア軍は自らの警戒心を鈍らせた和平締結の偽情報を受け取った。タタールは大軍を集めてヴォルガ川のカマ川河口にて連結された船で渡河していたロシア軍の船団の航路を妨害した。ロシア軍は突破した。苛烈な戦いで軍勢の半分が死んだ。主要な軍司令官が非業の死を遂げた。軍司令官を引き継いだウフトムスク公ヴァシーリー・イヴァノヴィチはニジニ・ノヴゴロドまでのロシア軍部隊の突破を行った。戦士達は都市に到着した直ぐ後に褒賞されて国庫から装備を与えられた。
9月1日にロシア軍は再びカザンに接近した。都市は包囲され、タタールの城内からの出撃は撃退された。間もなくロシア軍はカザン住民の水路を閉鎖した。タタールは交渉を行った。ロシアにとっては有利な和平が結ばれて全てのロシア人奴隷が引き渡された。
戦争はロシアとカザンの関係においては互いに根本的転換を意味していた。年代記からはカザン・ハン国の敵対行動に関する報告が9年間消え失せている。これは長きに渡って最初のロシアの大きな成果であった

### ロシアの保護統治の確立
1478年にカザンではイヴァン3世がノヴゴロドとの戦争で大敗北を蒙ったという間違った知らせを得た。機会を利用しようとしたハンはヴャトカ川に軍勢を派遣したが、イヴァン3世の勝利の報を受けて撤退を命じた。
ロシアはクリプノ・リャポロフスク公並びに軍司令官ヴァシーリー・フョードロヴィチ・オブラゼツ・シムスキ指揮下の船団部隊をカザンに派遣したが、気象条件並びに無計画さで接近することが出来なかった。同時にウストユジュナ並びにヴャトカの住民はハン国の領域を荒廃させたまもなく和平が結ばれた。
1479年にイブラヒム・ハンが死去してカザンでは権力闘争が始まった。ノガイから支援を受けたイリハムが勝利したその兄弟の1人であるムハンマド・アミンはモスクワに逃亡し、別の兄弟であるアブドラ・ラティフは母親とともにクリムに逃れた。1482年にロシアはカザン遠征を準備した。ニジニ・ノヴゴロドにて軍勢は準備をし、アリストテレ・フィオラヴァンティ のもとで大砲が集められたが、ハンは使者を差し向けて和平が結ばれた。
カザンでは再び内戦が始まり、ロシアはそれに積極的に介入した。1484年にモスクワ軍は再びカザンに赴いてモスクワ派の支持のもとでムハンマド・アミンがハンに送られた。後に権力はあるハンから別のハンへと何度も移り、最終的にはムハンマド・アミンは1486年にルーシへ亡命することを余儀なくされた。
1487年にモスクワ大公国はカザンに対する大規模な遠征を組織した。ホルムスク公ダニール・ドミトリエヴィチ、ドロゴブジュスク公オシプ・アンドレヴィチ、リャポロフスク公セミョーン・イヴァノヴィチ並びにヤロスラヴ公セミョーン・ロマノヴィチと言ったもっと優れた軍司令官によって遠征は指揮された。4月11日に軍勢は出陣した。イリハムは迎撃したが、スヴィヤ川の河口にて殺された。5月18日にカザンにて攻城戦が始まった。カザン軍はたびたび出撃し、アリ・ガージの騎兵部隊は後方のロシア軍を動揺させたが、その部隊はまもなく壊滅し、都市は完全に包囲された。7月9日にカザンは降伏した。ロシア軍は都市に入城して自らの傀儡であるムハンマド・アミンをハンに、 ドミトリー・ヴァイシリエヴィチ・シェインを総督に就かせ、イリハムは家族とともにロシアへ連行されてそこで永眠した。
モスクワでは祝宴並びに鐘の音で勝利が祝われ、勝利のことは諸外国に通達され、イヴァン3世はブルガール公の称号を採用した。カザン・ハン国は気にくわぬ大公に対して行動を起こすことが出来ず、ハンはイヴァン3世に結婚の許可を求めさえしたが、ハン国内部の生活はロシア軍は特に介入しなかった。僅かな領域も奪われず、貢税についての変化もなかった。

### 保護統治
1490年代に東方派はシバン家のマムクをハン位に呼び寄せた。密約を知ったムハンマド・アミンはロシア軍に助けを求めた。マムクは退き、その支持者は都市から逃げ出した。ムハンマド・アミンはロシア軍を帰国させたが、無駄だったようだ。マムクは都市に接近して抵抗することなく入城した。ムハンマド・アミンはルーシに逃亡した。けれども新たなハンは己の熱烈な支持者ですらも自分に敵意を抱かせることとなった。彼は高税を課し、都市住民を搾取し、諸侯を投獄した。その結果、ムハンマド・アミンが自身に対して不服従の都市に対して遠征している時に、カザン軍は彼を見捨てて帰還した。カザン軍は防衛体制の準備を整え、マムクはハンを退くはめになった。マムクは程なくして死んだ。
カザン市民はイヴァン3世に対して自分達の新たなハンを呼び寄せるよう依頼した、ただしそれはムハンマドではなく、その兄弟であるアブドラ・ラティフであった。アブドラ・ラティフは当時、ルーシの同盟国であったクリムの宮殿で育てられたが、近年はルーシで暮らしていた。イヴァン3世はカザン市民の願いを果たした。
1499年にカザン・ハン国は再びシベリア・タタールの脅威に晒されてハンの依願に従ってロシア軍部隊が駐屯した。翌年、ロシア軍部隊はノガイ族からの防衛に参加した。数年後、アブドラ・ラティフはカザン市民に応えることを止め、そして彼の支持者は密かにモスクワにハンの交代を依頼した。1502年にロシアの代表はカザンに現れてカザン市民の支援のもとでアブ・ラティフを捕縛してムハンマド・アミンを据えた。

### 1505年—1507年の戦争
1505年、イヴァン3世の死の間際を待ってカザン・ハンは突然ロシアとの戦争を開始した。6月24日にカザン・ハン国内にいた多くのロシア人が虐殺されたり捕虜になったりした。大公の使節であるミハイル・ステパノヴィチ・クリャピク・エロープキンとイヴァン・ブリュホ・ヴェレシャーギンは逮捕された。カザンの定期市に届いていた多くのロシア商人の財産は強奪された。ロシア政府は不意に巻き込まれてしまった。8月30日にノガイ・タタール軍はスラ川を渡って程なくしてニジニ・ノヴゴロドを焼き払った。同都市は防衛の準備が出来ておらず、そこには軍隊が殆どいなかった。軍司令官はヴェドゥロシャの戦いで捕えたリトアニア人捕虜を釈放した。 その中の1人の卓越した砲撃によってノガイのムルザを討ち取ることが出来、それ以降ノガイ軍とカザン軍との間で仲違いと襲撃が生じて退却することを余儀なくされた。退却の際にノガイ軍はルーシの地ばかりではなくカザンの地も荒らした

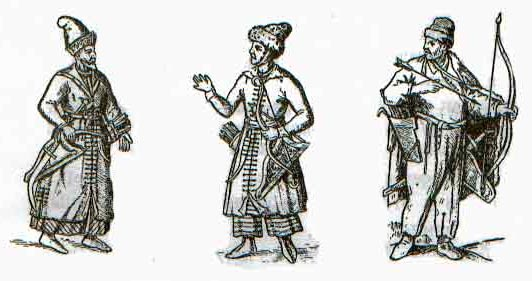
カザン・ハン国の兵士たち

1506年4月にイヴァン3世の息子である新大公ヴァシーリー3世はカザンに対して自身の弟であるウグリチ公ドミトリーとフョードル・イヴァノヴィチ・ベリスキーを大将とする大軍を派遣した。主力軍は川沿いに進み、ロストフスク公アレクサンドル・ヴラディーミルヴィチ指揮下の騎兵部隊は岸沿いに進んだ。 5月22日に船団はカザン近郊で下船して都市に向った。タタールは自らの戦力をまとめ上げて背後から一撃を食らわせた。ロシア軍は大敗した。多くの者が殺されたり捕虜になったりした。軍司令官の1人であるドミトリー・ヴァイシリエヴィチ・シェーニャは捕えられて1ヶ月後に処刑された。
敗北を知ったヴァシーリー3世はホルムスク公ヴァシーリー・ダニーロヴィチを大将とする援軍を派遣して軍司令官に全ての遠征軍が到着するまでタタールとの戦闘に着手しないように命じた。6月22日に残った船団軍のところへロストフスク公の騎兵隊が来て、6月25日にロシア軍の首脳部はヴァシーリー3世の命令に背いて他の遠征軍を待たずして新たな突撃を開始した。ロシア軍は敗北し、全ての大砲を喪失して退却せざるを得なかった。ロシア軍は2つの部隊としてカザンを去った。船団部隊はヴォルガ沿いにさかのぼってニジニ・ノヴゴロドへ去った。軍司令官フョードル・ミハイロヴィチ指揮下の騎兵部隊並びに遠征の参加者であるロシア側のタタールの皇子ジャナイは平原伝いでムーロムへと去った。スーラ川伝いで通過してロシアの国境まで40キロメートルのところまで辿り着かないところでタタール軍に捕捉されたが自らの手で撃退して切り抜けた。
1507年にロシアは新たな大規模なカザン遠征の準備をしたが、ムハンマド・アミンは使者を派遣して以前の条件で和平が締結された。ロシア人捕虜は解放された。ロシアに勝利したおかげでムハンマド・アミンの国内における地位は強固になり、1518年に死ぬまでカザンで君臨した。

### クリミア・ハン国の確立
ムハンマド・アミンは後継者を残すことなく没した。彼の死から数年後、カザン・ハン国の人々はヴァシーリー3世に対してロシアに滞在していたアブドラ・ラティフを後継者として指名してくれるよう依頼したが、彼はムハンマド・アミンに先立って死んでいた。カザン・ハン国の人々は使者をモスクワに派遣し、ヴァシーリー3世は彼等に対してカシモフ・ハン国の皇子であるシャーク・アリーをハンとして課した。その出自はクリムとは不倶戴天の敵であった。
シャーク・アリーは未成年者であり、国事においては彼のもとでロシアの代理人であるフョードル・アンドレヴィチ・カルコフとヴァシーリー・ユーリエヴィチ・ブーシュマ・ポドゥジョギンが多大な影響力を有した。間もなく新政府は人気を失い、カザンでは陰謀が発生した。陰謀の加担者はクリミア・ハンサーヒブ1世・ギレイの兄弟を呼び寄せた、そして彼が1521年の春にカザンに近付くと、同都市では反乱が起きてそこに居たロシア人は皆殺しにされるか捕虜になった。シャーク・アリーはモスクワへ逃れた。

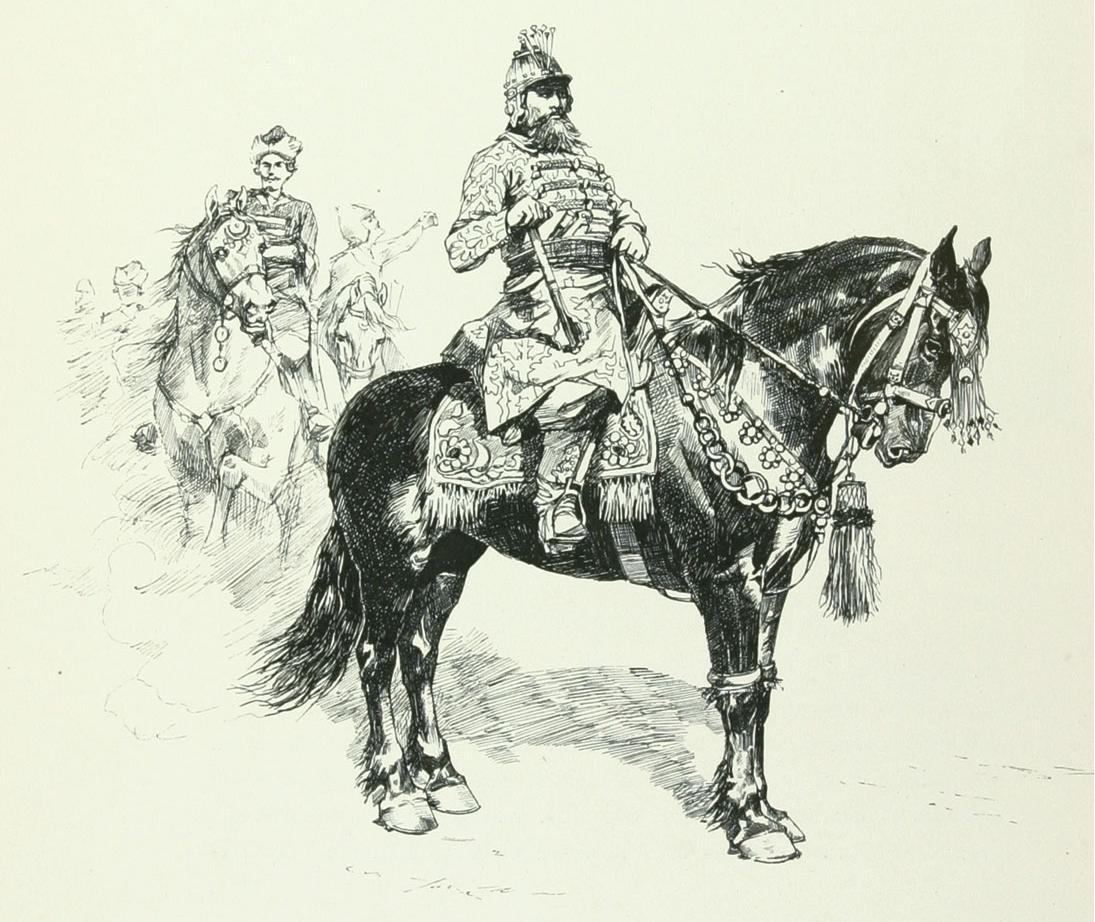
モスクワ大公ヴァシーリー3世。

同年にクリミア、カザンの両タタール人はもっとも破滅的なルーシへの襲来の内の一つを行った。彼等はリトアニア人部隊と共同で活動した。タタール軍はモスクワまで到達するとその近郊全てを荒らし回った。ヴァシーリー3世はクリミア・ハンに貢納を支払うことを約束した証書を提出することを余儀なくされ、この後にタタール軍は帰還した。ロシア軍の守備隊が居たリャザンの側を通り過ぎるとクリミア・タタール人は同都市を占領することを決め、イヴァン・ヴァシリエヴィチ・ハラブ・シムスキーとヴァシーリー3世自身がクリミア・ハンへの貢納を認めている以上、服従を求める交渉を行った。軍司令官は彼に証書を提示すよう求めた。複写することが出来ない以上、ロシア人の注意が逸れた時に要塞に突入するのを見積もりつつも原本がリャザンに送り届けられた。けれどもロシア人は警戒していて、証書を受け取って敵に砲火を浴びせた。タタール軍は逃走することを余儀なくされた。
翌年にロシアは南方の国境地帯に強固な防御線を組み立て、クリミアのハンはルーシへの襲撃を行わないでアストラハンに軍勢を差し向けた。遠征軍がノガイ軍によって叩きのめされると、ノガイ軍はその後にクリム一帯を荒廃させた。幾分かの期間においてはクリムはルーシまで及ばなくなった。この時期にリトアニア大公国との間で和平が結ばれている。カザン・ハン国がロシア国家の唯一の敵対者として残った。
この時期にサーヒブ1世・ギレイは以前に捕虜としたヴァシーリー・ユーリエヴィチ・ブーシュマ・ポドゥジョギン大使とロシアの商人を処刑し、そのことがロシア人に重度の不満を呼び起こした。
1523年9月にカザンに対する新たな遠征が始まった。船団はカザンにまで達し、岸辺と郊外を荒らして引き返した。騎兵部隊はスヴィヤギまで達してクリミア・タタール軍部隊に打撃を与えた。これ等の軍勢がタタール人の注意を逸らしている間に、ロシア人はスーリ川河口に要塞「ヴァシーリーの町」(ヴァシリスルスク)を建てた。要塞は権利に則ってカザンの岸辺に建てられた。以前にロシアはカザンの地の一部を併合した。このことは多様な反応を引き起こし、モスクワ府主教ダニールと聖職者はカザンの地の併合を極力支持したが、ヴァシリスルスクが存在する状況下ではカザンとの和平を結ぶのは不可能であろうとの声が上がった。
1523年10月17日にタタール軍はガーリチへの大規模な襲撃を敢行し、都市は落とせなかったが、郊外を荒廃させた。けれどもカザン・ハンはクリムのハン位に多大な関心を持っていたそうであり、まもなくクリミアに向い、殆ど一度もカザンに帰ることはなかった。彼の甥であるサーファ・ギレイが新たなハンになった。
1524年にロシア人はシャーク・アリーを大将とする大軍をカザンに派遣した。船団は5月8日に、騎兵部隊は5月15日に出動した。7月にイヴァン・フョードロヴィチ・ベリスキーを司令官とする船団はカザンに上陸して騎兵軍を待った。タタール軍は彼等への攻撃を試みて撃退されたが、徐々にロシア軍は襲撃によって動揺した。イヴァン・ヴァシリエヴィチ・ハラブ・シムスキーとミハイル・セミョーノヴィチ・ヴォロンツォフが指揮する騎兵部隊は対峙していたタタール軍を撃破したが、進路が遅れた。カザン付近にいたロシア軍は兵糧を食い尽くした。ロシア軍に送り届けるためにイヴァン・フョードロヴィチ・パレツキー公率いる艦隊がニジニ・ノヴゴロドを出立した。艦隊は岸沿いに騎兵部隊に随行した。コジモデミヤスクから遠くないところでロシア軍はカザン軍に攻撃されて多大な損害だけを伴ってカザンにまで辿り着いた。
8月15日に全ロシア軍は一つとなってカザン包囲を開始したが、不成功に終わった。まもなくロシア軍は包囲を解除し、タタールが和平のための使者をモスクワに派遣することの約束と引き換えに撤退した。ロシア軍の撤退隊の後にカザン・ハン国はノガイの襲撃によって荒廃し、それ故にカザンの民衆はモスクワとの和平樹立を深く関心を抱くようになった。1524年に和平が結ばれた。度重なる商人虐殺という苦い経験から学んだロシア人はカザンの定期市をニジニ・ノヴゴロドへと移すという成果を得て、そこから後にニジニ・ノヴゴロドの定期市へと発展した。

### 1530年—1531年の戦争
1530年にカザン民衆はロシアの使節アンドレイ・フョードロヴィチ・ピリメフに対して「汚らわしく恥ずべき行為」を行った。1530年5月にロシアはカザンに対して船団と騎兵部隊を派遣した。イヴァン・フョードロヴィチ・ベリスキーとミハイル・ヴァシリエヴィチ・ゴルバトフ率いる船団は障害に遭うことなくカザンまで辿り着いた。7月10日に船団にミハイル・リヴォヴィチ・グリンスキーとヴァシーリー・アンドレヴィチ・シェレメーティエフ率いる騎兵部隊が合流した。タタール軍は周到に戦争の準備をし、その援軍としてノガイ並びにアストラハン部隊が到着し、ブラク川に防塞用木柵が建てられ、そこからの不意の奇襲を行うことでロシア軍に動揺を与える構えを見せた。
最初の戦闘の結果、イヴァン・フョードロヴィチ・アヴィーチナ・テーレプネフ＝アバレーンスキーの部隊はブラク川の防塞用木柵を完全に破壊して多数の防衛軍を殺害した。ロシア軍はカザンへの砲撃を開始した。サーファ・ギレイは逃亡してカザン民衆は和平の準備をした。幾つかの年代記が物語る所によると或る日、カザンでは守備隊は事実上残っておらず、ロシア軍は抵抗抜きに入城することができたが、ベリスキー、グリンスキー両軍司令官は門地の上下を言い争う門地論争を始めて時期を逃した。嵐が始まり、カザン軍は打って出ておびただしい数の武器と兵糧を鹵獲してロシア軍に深刻な損害を与えた。前衛部隊の最高軍司令官であるフョードル・ヴァシリエヴィチ・アバレーンスキー公を含む5人の軍司令官が討ち取られた。
ロシア軍は包囲を継続しようと試みたが、7月30日に撤退を開始した。イヴァン・ベリスキーは死刑を宣告されたが、後に赦免された。
タタール人は和平のための使者をモスクワに送ったが、サーファ・ギレイは彼等のカザンへの帰途をあらゆる手を尽くして妨害した。カザン民衆の間ではサーファ・ギレイに対する陰謀が生じた。このことを知ったサーファ・ギレイは弾圧を開始し、ロシアの使節を殺すことを望んだが、反乱が発生して逃亡することを余儀なくされた。カザン民衆はヴァシーリー3世に対してシャーク・アリーの弟であるジャーン・アリーを新たなハンとして課してくれるよう依頼した。新ハンはヴァシーリー3世の言うこと全てを聞いた。ほどなくしてシュームビケと結婚した。

### サーファ・ギレイとの戦い
ヴァシーリー3世が死去してからほどなくしてカザンでは政変が起き、ジャーン・アリーが殺され、ハン位にはサーファ・ギレイが帰り着き、その叔父であるサーヒブ・ギレイがこの時期にクリミアのハンとなった。多くのロシア派がカザンから逃亡することを余儀なくされた。 
新たな戦争が始まった。カザン軍部隊はバラフナ、ニジニ・ノヴゴロド、ゴロホヴェッツまで達した。夏にカザン軍はコストロマ付近にてロシア軍部隊を粉砕してコストロマの軍司令官であるピョートル・ヴァシリエヴィチ・ペストリー＝ザセーキンと軍司令官メンシク・ポレフを討ち取った 。
1537年の冬にタタール人は不意にムーロムを攻撃したものの要塞を落とすことは出来ずにニジニ・ノヴゴロドまで撤退した。ロシア側は新都市の建設、古い都市の強化、関所の設置に反応した。1538年にカザン遠征を計画したが、クリミアの圧力によりロシア政府はカザン・ハン国との和平に着手した。彼等は1539年まで引き伸ばし、この時にタタール軍は不意にムーロムを攻撃してガーリチとコストロマの地を襲撃した。プリョスにてロシア軍はタタール軍と苛烈な戦闘を行い、4人の軍司令官が戦死したが、カザン軍は撃破されて残らず撤退した。
1540年12月18日にタタール軍は再びムーロムを攻撃し、またもや落とせずに撤退した。カシモフ・タタールのシャーク・アリーはタタール軍から一部の捕虜を得ることが出来た。
モスクワはリトアニアと和平を締結してカザン・クリミア両ハン国との戦争の準備に取りかかった。1541年にクリミアのハンは大軍と共にオカ川に到達したものの、ロシア軍の大軍を目にして「汝等は我に大公の人々はカザンへ向かい、邂逅することはないだろうと述べた、然るに私は一つの場所でこれほど多くの身にまといし人々を見たことは未だかつてない」と言った。退却をした後に、けれどもロシアはカザン遠征を敢行はしなかった。
1545年にロシアは新たなるカザン遠征を行った。3つの異なる地点から3つの部隊が出陣し、彼等が都市へ接近する際にはカザンにおけるロシア派による支援が必要であった。ニジニ・ノヴゴロドから出撃したセミョーン・イヴァノヴィチ・ミクリンスキー公が指揮する軍勢とヴャトカから出撃したヴァシーリー・イヴァノヴィチ・セレブリャニー＝アバレンスキー公指揮する部隊はカザン付近にて計画通りに従って「同じ場所から出たように、同じ時間」に邂逅した 。けれどもカザンにおける政変は遂行されず、ロシア軍は撤退を余儀なくされた。ペルミから出陣したリボフ公が指揮する第3の部隊は進路が遅れてカザン軍によって殲滅された。
ロシア軍が去った後にサーファ・ギレイは不平分子に対する抑圧を強化したが、これにも係わらず1546年1月にカザンにて政変が生じた。サーファ・ギレイは逃亡した。アストラハン部隊とともに帰還はしたものの撃退された。ロシア人の傀儡であるシャーク・アリーがハンとなったが、カザン民衆はロシア軍守備隊がカザンに入城することを拒絶した。シャーク・アリーは1ヶ月間のみハン位にあって新たな戦力を伴ったサーファ・ギレイの接近を受けて逃走した。カザンに入城したサーファ・ギレイは大規模な恐怖政治を始めた。クリムの代理人が権力を確立した。カザンにおけるロシア派は叩きのめされて多くの者が殺された。
1547年2月にロシア軍は山に住むマリ人の要請を受けてカザンの地へと赴いた。

### イヴァン4世雷帝によるカザン遠征
1547年の秋にイヴァン4世雷帝がロシアのツァーリに即位した。1547年12月にウラジーミルから遠征に出陣し、2月にはニジニ・ノヴゴロドから出陣した。メショールから出陣した。異常とも言える冬の温かさによって大砲の大部分は氷面下に沈んだ。カザンを落とせないことを悟ったイヴァン4世は軍をカザンに派遣してラボートキの島からモスクワへ帰還した。ロシア軍部隊は2月18日に合流してカザン付近にてサーファ・ギレイの軍を壊滅させ、7日間に渡って近郊を略奪したが、重兵器が欠如していたことから退却を余儀なくされた。タタール軍はコストロムの地を襲撃することで応酬したものの撃破された。
1549年初頭にサーファ・ギレイは不運にも洗面台で頭部を打ちつけ、カザンのハン位は再び空位となった。サーファ・ギレイの2歳になる息子であるウタミシュ・ギレイがハンとして振る舞い、その母親であるシュムビケが名代として統治した。1549年の期間中、ロシアはクリムの脅威のためカザン遠征を組織することは出来なかった。
新たなる遠征が然るべく準備された。1549年12月20日にウラジーミルから軍司令官ヴァシーリー・ミハイロヴィチ・ユーリエフとフョードル・ミハイロヴィチ・ナゴイ率いる軍勢が出陣した。モスクワ府主教マカリイが遠征軍を見送った。1月23日にニジニ・ノヴゴロドから出陣し、2月12日にカザンに接近した。ロシア軍は11日間カザンを包囲したが、突然、雨を伴った融雪が始まり、地面が水浸しとなり多くの兵糧と武器が台無しとなった。新たな物を送り届けることは不可能でありロシア軍はニジニ・ノヴゴロドへと退却した。
ロシア軍の失敗のひとつにみずからの根拠地から距離を置きすぎたこと、またカザンの近くに拠点がなかったことが挙げられる。それ故にカザンから26ベルスター離れたヴォルガのスヴィヤ川河口にて要塞を建設することに決めた。ラズリャードニィ・プリカーズの書記イヴァン・グリゴリエヴィチ・ヴィーラドコフの指導のもと、ウシャーティエ公の世襲領地であるヴォルガ上流のウグリチ集落にて1550年から1551年の冬にかけて丸太小屋並びに将来の要塞基盤を構成するのに必要となるその他建設物の建設が始まった。
1551年の春にピョートル・セミョーノヴィチ・セレブリャニィ＝アバレンスキーの騎兵部隊は突然、カザンを攻撃して郊外を略奪した。カザン軍部隊の大部分は航路並びにその他交通手段が遮断され、カザン・ハン国全土に分散していた。これらの援護を受けて5月24日に解体した要塞を伴ったロシア人の水上キャラバンがスヴィヤギ川の河口に近付き、4週間で用意した調度品から要塞を組み立てた。調度品は余り十分ではなく、城壁の7％を現地にて仕上げなければならなかった。
スヴィヤジスクの創設は近辺の住民に多大な影響をもたらし、ヴォルガの山側の殆ど全ての住民がロシア国籍に移った。カザンの情勢は益々悪化し、水運の封鎖は糧食の配送を困難にし、市内では不満の声が上がった。300人に及ぶクリミア・ハン国の代表団はクリムへ抜け出そうと試みたものの道が封鎖されたため遠回りして行かざるを得なくなった。道はロシア軍によって封鎖されており、ヴャトカ川の渡河時での戦闘で使節団は殆ど全て討ち取られた。生き残った者はモスクワにて処刑された。
クリミアの代表団が逃走した後にカザン民衆はロシア軍との和平に着手し、幼少のハンは親戚もろとも引き渡され、シャーク・アリーがハンとして承認されてロシア人捕虜が引き渡された。ハンとともに少数のロシア軍部隊がカザンに入城した。モスクワ軍の主力戦力は帰還した。モスクワ政府は自国が約束したカザンへのヴォルガの山側返還を果たそうとはせず、これが多くのタタール人に不満を呼び起こした。シャーク・アリーは自身の反対派への抑圧を開始したが、これは事態の改善には至らなかった。シャーク・アリーはハン位を維持できないのではないのかという懸念が生じた。この時期、モスクワの首脳部及び一部のカザンのエリートの間でハンを交替してハン国をモスクワの総督の権力のもとに譲渡するという考えが生じた。計画は国内事情における大幅な自治権を前提としていた。
カザン・ハン側からの制裁を警戒して密かにスヴィヤジスクに武器の一部が送り込まれ、漁師が航行する時期である3月6日にスヴィヤジスクを発ってそこに留まった。カザンに新秩序に関する知らせが送り届けられ、多くのカザン民衆が宣誓した。将来の総督はカザンに輜重を送り届けて同都市に腰を据えるために守備隊とともに向った。けれどもカザンに接近した際に今時点までは以前のハンの随員であった3人のタタール人が離れた。彼等は最初にカザンに殴りこんで、門を閉めて民衆に抵抗を呼びかけた。

1552年のカザン遠征

ロシア軍が接近した時にはその敵は既に権力を掌握していた。事件はあまりにも唐突でカザンにいた多くのロシア人は捕えられた。接近したロシア軍は丸一日カザン付近にて立ち尽くしていた。交渉を行ったものの退却を余儀なくされた。この状況下では一発の銃声もなく、近郊に被害が及ぶことは一つもなかった。双方の側が平和な状況を定めることを望んでいた。
アストラハン・ハン国の皇子であるエディゲルが新ハンになった。程なくして軍事的な活動が開始され、政変時に捕えられていたロシア人が処刑された。ロシア政府はカザンに対し、新たなる大規模な遠征の準備をした。ロシア軍部隊は再びカザン・ハン国の全ての道を遮断した。

### カザン陥落

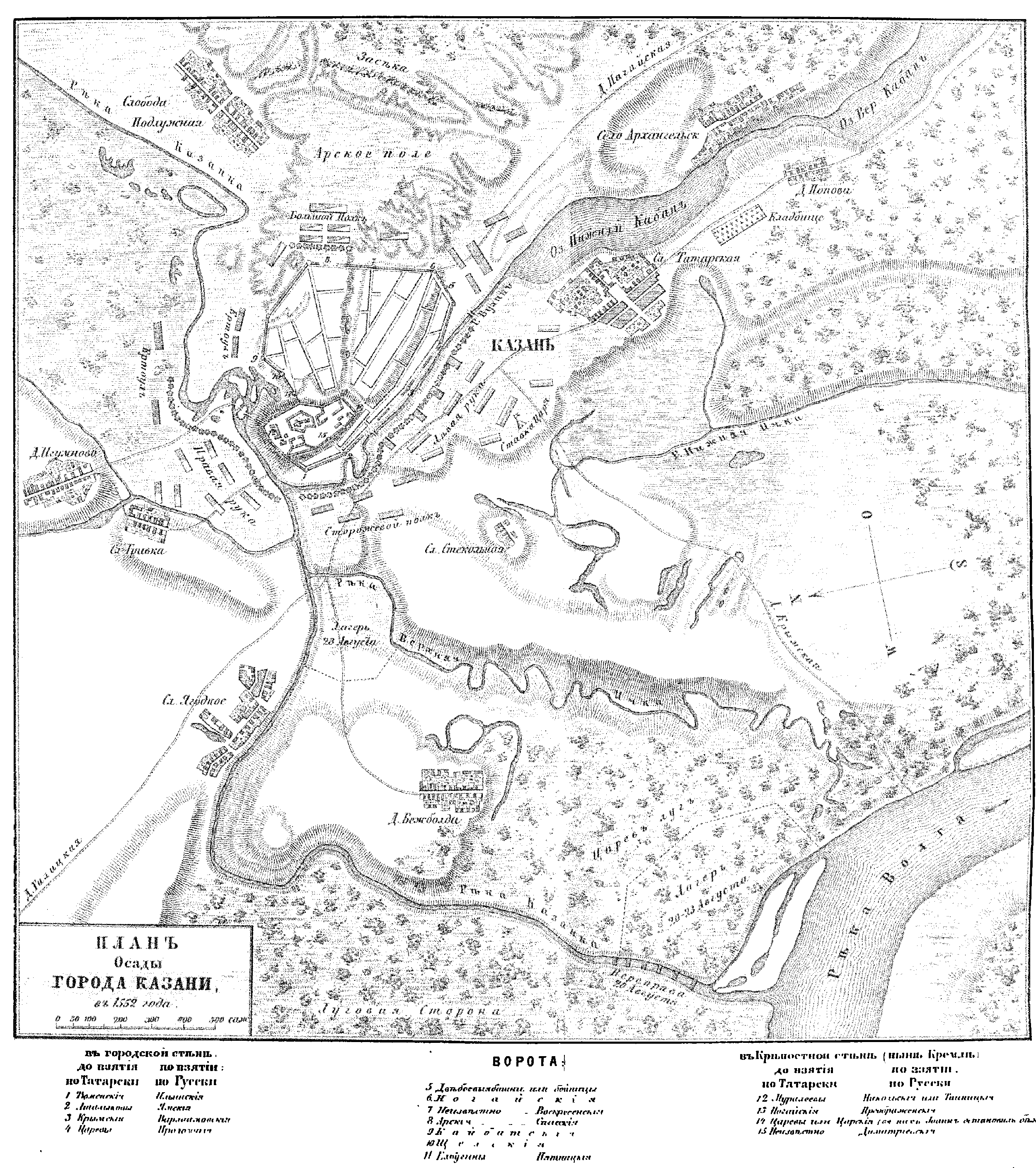
カザン陥落

カザンにおけるクリムの同盟者はロシア国境を攻撃したものの遠征が維持できたのは4日間だけであった。7月3日にロシア軍は遠征に着手した。重兵器並びに兵糧が船でスヴィヤジスクに送り届けられ、主力軍もまた2つの部隊で陸地を進んだ。ツァーリであるイヴァン4世自身が率いたロシア軍は、12万人から15万人といわれる。イヴァン4世が指揮する北部軍には哨戒部隊、ツァーリ直属部隊並びに左翼連隊が入った。南部軍には大部隊、先発部隊並びに右翼連隊が入った。北部軍はヴラジーミルからムーロムを経てアラーティリに進んだ。南部軍はリャザンからミェーシェルを経て進んだ。両軍は大都市ボロンチェーフのスーラ川にて邂逅した。8月13日に合流したロシア軍はスヴィヤジスクに到達した。8月23日にカザン包囲の最終段階が開始された。
カザン軍は襲撃に対して万全の準備を整え、要塞のカザン・クレムリンは十分強化された。カザンから15ベルスターの地点に要塞都市が建てられ、そこではロシア軍を後方から攻撃するための大規模な騎兵部隊がいた。要塞都市への進入路には沼地とバリケードで覆われていた。包囲直後の8月24日に強い嵐が起こり、多くの兵糧と兵器に被害が出た。このことは上記の遠征軍に作戦上の失敗をもたらすかもしれなかった。けれども今回、ロシア軍は新たな装備が送り届けられたスヴィヤジスクに拠点を置いていた。
カザン軍は例によって果敢に防衛した。ロシア軍がカザンに接近するや即座に打撃を与えたが、ストレリツィの砲火によって撃退された。程なくしてカザンは塹壕、堡籃並びに防御柵によって囲まれた。攻城塔が建設された。要塞都市にいたエパンチの部隊はロシア軍を激しく震え上がらせた。襲撃の最中に、軍司令官トレチャク・イヴァノヴィチ・ロシャコフが戦死した。この後にロシア軍の司令部は敵軍の殲滅に合せる形で作戦を入念に作り上げた。ガルバーティー公とセレビャヌイー公の部隊は退却を装って敵軍を誘い出して壊滅させた。要塞都市は一掃された。

フィリナート・ハリコフ。モスクにおけるクール・シャリフの最後の闘い

この後、ロシア軍は目立った妨害を受けずにカザンを砲撃して、攻城用の作業に取りかかった。カザン強襲のための準備が完全に整った10月1日に軍使が降伏案を携えてカザンに派遣された。カザン民衆は拒絶した。10月2日の朝に2つの強力な爆発が壁を破壊した。攻撃の列はカザンに突入した。タタール人は必死になって防戦した。カザンに進んだ一部のロシア軍は略奪を開始した。これに気づいたタタール人は攻勢に出た。襲撃の最中、幾つかの場所ではパニックが起こり始めた。これを見たロシア軍の司令部は泥棒兵士と騒動屋をその場で殺すことを命じて、戦闘に新たな軍勢を投入した。綱紀粛正ののち、襲撃が継続された。モスクでは苛烈な戦闘が行われ、そこではサイイドであるクール・シャリフを長とする守備兵が全員討ち死にした。
最後の戦闘はハンの宮殿で行われ、そこではエディゲル・ハンとその親族が捕虜となった。都市全土が死体で溢れていた。僅かな一部の守備兵はロシア軍の列を突破してカザンカ川を渡って追撃から逃れることができた。すべてが終わった。ロシア軍はカザンに籠城していた男性を全員殺害し、女性と子供を捕虜にした
1552年10月12日に、ロシア軍はモスクワへの帰還を開始した。アレクサンドル・ボリスヴィチ・ガルバーティン＝シュイスキー公が総督として残った。カザンの国境では数年間いまだに抵抗が続いたが、これは既に何の変革をもたらすことはなかった。

## ロシア史における意義
カザン・ハン国の征服はロシアの歴史上多大な影響があった。早くも近年中にアストラハン・ハン国がロシアに併合された。ヴォルガの交易路がロシア人の手に落ちた。奴隷貿易が中止され、ヴォルガ川では新たな都市と村が現れた。程なくしてロシアの植民地化がウラル、シベリア並びに荒野へと押し寄せた。つい最近まで嘗ては国境だった土地は奥深い後方地帯となり、軍事的な衝突なしで発展させることが可能となった。1000年間に渡って遊牧民が遊牧をしていた彼の地に、農耕民が定住した。
この変化の重要性を同時代の人々は、すでに理解していた。ほぼ数十年前にタタール人はルーシから貢税を取りたて、タタール人のハン国はロシアを完全なる権力下に置いていた。聖職者階級はイヴァン4世をドミトリイ・ドンスコイと同一視した。偉大なる勝利を称えて聖ワシリイ大聖堂が建てられ、ロシア建築の偉大な史跡ならびにロシアの首都の象徴となっている。